# Autobahnknoten Opacz
Der Autobahnknoten Opacz (polnisch: Węzeł autostradowy Opacz) liegt südlich der polnischen Stadt Warschau nahe dem Stadtteil Opacz in der Woiwodschaft Masowien. Er verbindet die polnischen Schnellstraßen S2, S7 und S8 mit der Landesstraße 7 und der Woiwodschaftsstraße 719 miteinander.

## Geschichte
Der Bau des Knotens erfolgte zusammen mit dem Bau der Schnellstraße S2 von Konotopa bis Warschau-Puławska in den Jahren 2010–2013. Am 13. Juli erfolgte die Verkehrsfreigabe der S2 bis Al. Krakowska sowie der DK7 bis Salomea. Am 18. September 2013 erfolgte die Verkehrsfreigabe der S2 bis zum Knoten Warszawa-Południe, sodass man mit der S2 in Richtung Osten des Knotens weiterfahren kann. Am 17. Juli 2015 wurde die Schnellstraße S8 in Richtung Piotrków Trybunalski eröffnet, sodass man jetzt den ganzen Knoten nutzen kann.

## Aktueller Stand
Folgende Richtungen stehen zur Auswahl:
- Schnellstraßen S2/S8 in nordwestlicher Richtung nach Łódź, Posen, Białystok sowie der nördlichen Warschauer Bezirke
- Schnellstraße S2 in südöstlicher Richtung nach Siedlce, Biała Podlaska sowie der südlichen Warschauer Bezirke
- Schnellstraßen S7/S8 in südlicher Richtung nach Piotrków Trybunalski, Breslau, Kielce und Krakau
- Landesstraße 7 in nördlicher Richtung nach Olsztyn, Danzig sowie der zentral gelegenen Warschauer Bezirke
- Woiwodschaftsstraße 719 in südwestlicher Richtung nach Grodzisk Mazowiecki
- Woiwodschaftsstraße 719 in nordöstlicher Richtung nach Warschau-Salomea

## Sonstiges
Der Knoten besteht aus drei Teilknoten. Hierbei handelt es sich um einer Gabelung, einem Kleeblatt mit Turbine und einer geteilten Raute.